# Китай и Организация Объединённых Наций
Китай является одним из членов Организации Объединённых Наций и одним из пяти постоянных членов её Совета Безопасности. Один из победоносных союзников во Второй мировой войне (китайским театром которой была Вторая китайско-японская война), Китайская Республика (КР) присоединилась к ООН в качестве одной из стран-основательниц в 1945 году. Последующее возобновление гражданской войны в Китае между правительством Китайской Республики и повстанческими силами Коммунистической партии Китая привело к победе последних на материке и созданию Китайской Народной Республики (КНР) в 1949 году. Почти весь материковый Китай вскоре оказался под его контролем, и правительство КР (тогда именовавшееся на Западе «Националистическим Китаем») отступило на остров Тайвань.
Политика одного Китая, пропагандируемая обоими правительствами, разрушила решение о двойном представительстве, но в условиях холодной войны и корейской войны Соединённые Штаты и их союзники выступали против замены Китайской Республики в ООН до 1971 года, хотя их убедили оказать давление на правительство Китайской Республики, чтобы оно приняло международное признание независимости Монголии в 1961 году. КНР стремилась к признанию Организацией Объединённых Наций с 1950-х годов, но, по крайней мере, до 1961 года Соединённым Штатам удавалось не допускать КНР в ООН. Резолюция Генеральной Ассамблеи №1668, которая требовала большинства в две трети голосов для признания новых членов, была принята в 1961 году. Канада и другие союзники Соединённых Штатов по отдельности перенесли свои признания Китая на КНР, против чего выступили США. Некоторые пытались признать оба Китая по отдельности, против чего выступили оба Китая, заявляя, что каждый из них является единственным законным представителем Китая. Ежегодные предложения о замене Китайской Республики на Китайскую Народную Республику вносились сначала Советским Союзом, затем Индией, а также Албанией, но они были отклонены.
В разгар советско-китайского раскола и войны во Вьетнаме президент США Ричард Никсон вступил в переговоры с председателем Коммунистической партии Китая Мао Цзэдуном, первоначально через секретную поездку 1971 года, предпринятую Генри Киссинджером, чтобы посетить Чжоу Эньлая. 25 октября 1971 года предложение о признании Китайской Народной Республики в качестве единственного законного Китая, инициированное 17 членами ООН во главе с Албанией, было принято в качестве резолюции Генеральной Ассамблеи 2758. Его поддержали большинство коммунистических государств (включая Советский Союз) и неприсоединившихся стран (таких как Индия), а также некоторые страны НАТО, такие как Великобритания и Франция. После того, как заняла своё место 15 ноября 1971 года, Никсон затем лично посетил материковый Китай в следующем году, положив начало нормализации отношений между КНР и США. Китайская Республика сохраняла точку зрения, что она является единственным законным представителем Китая, до 1988 года, но в конечном итоге обратилась к внешней политике, которая стремилась к международному признанию с помощью так называемой дипломатии чековой книжки. Эти шаги встретили сопротивление и по большей части были заблокированы Китайской Народной Республикой, что вынудило Китайскую Республику присоединиться к международным организациям под другими названиями, включая «Китайский Тайбэй» в Международном олимпийском комитете.
Последняя заявка Китайской Республики на прием была отклонена в 2007 году, но ряд европейских правительств, во главе с Соединёнными Штатами, подали протест в Управление по правовым вопросам ООН, требуя заставить всемирную организацию и её генерального секретаря прекратить использование фразы «Тайвань является частью Китая».

## Деятельность

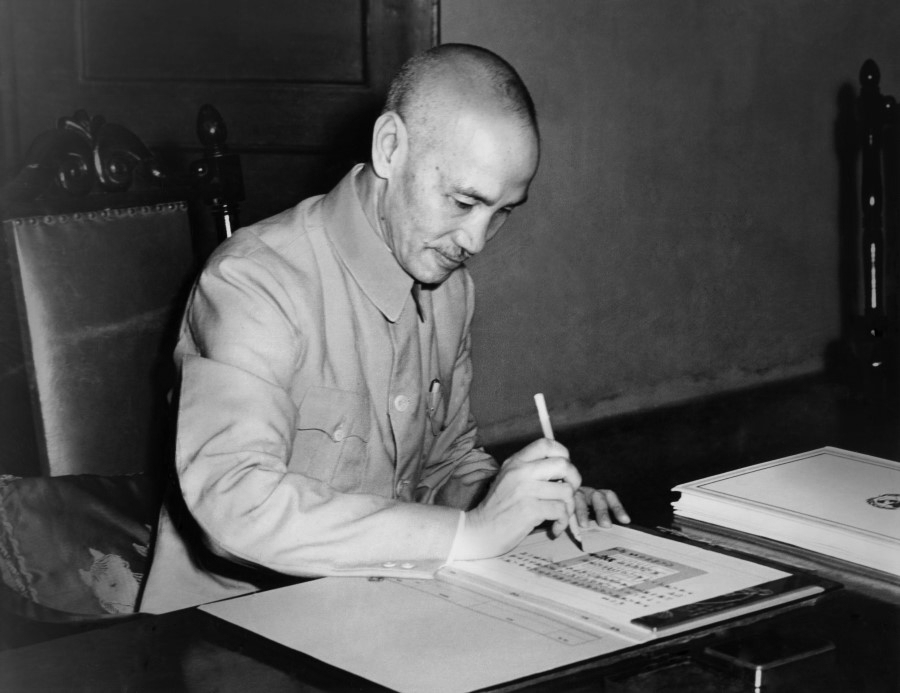
Китай был удостоен чести за свою длительную борьбу в Войне сопротивления против стран Оси с момента японской агрессии в Северо-Восточном Китае как первая страна, подписавшая Устав Организации Объединённых Наций 24 августа 1945 года. Генералиссимус Чан Кайши был представителем Китайской Республики.

Правительство Китайской Республики (КР) (ныне Тайвань) использовало право вето в Совете Безопасности только один раз, чтобы остановить прием Монгольской Народной Республики в Организацию Объединённых Наций в 1955 году на том основании, что она признала всю Монголию частью Китая. В 1950-х годах КНР начала требовать признания со стороны ООН вместо правительства Китайской Республики.
Место Китая в ООН изначально занимали и представляли делегаты Китайской Республики, но в соответствии с резолюцией ООН 2758 эти делегаты были изгнаны и заменены делегатами Китайской Народной Республики 25 октября 1971 года. В результате потери Китайской Республикой места Китая в ООН, другие страны стали называть страну Тайванем, поскольку Тайвань занимает 99% территорий, контролируемых Китайской Республикой.
По состоянию на июнь 2012 года Китайская Народная Республика использовала свое право вето в Совете Безопасности восемь раз, меньше, чем все другие страны с правом вето: в 1972 году, чтобы наложить вето на приём Бангладеш (которую она признала провинцией Пакистана), в 1997 году, чтобы наложить вето на наблюдателей за прекращением огня в Гватемале (которая признала Китайскую Республику в качестве законного правительства Китая), в 1999 году, чтобы наложить вето на продление срока полномочий наблюдателей в Республике Македония (то же самое), в 2007 году (совместно с Россией), чтобы наложить вето на критику Мьянмы (Бирмы) в связи с её положением в области прав человека, в 2008 году (совместно с Россией), чтобы наложить вето на санкции против Зимбабве, в 2011 году (совместно с Россией), чтобы наложить вето на санкции против Сирии, и в феврале 2012 года (совместно с Россией), чтобы во второй раз наложить вето на проект резолюции, призывающий к иностранному военному вмешательству в Сирия.
Китайская Республика стала соучредителем Администрации помощи и восстановления Объединённых Наций (UNRRA) в 1943 году (до создания ООН). UNRRA предоставляла поставки и услуги в районы, оккупированные державами оси. Самым крупным проектом, реализованным UNRRA, была программа в Китае, общая предполагаемая стоимость которой составила 658,4 млн долларов. Офис UNRRA в Китае был открыт в Шанхае в конце 1944 года и действовал до официального закрытия офиса 31 декабря 1947 года. Окончательная работа и обязанности были завершены к марту 1948 года. UNRRA сотрудничала с Китайской национальной администрацией помощи и восстановления, возглавляемой Цзян Тинфу, для распределения гуманитарной помощи в Китае. Функции UNRRA были позже переданы нескольким агентствам ООН, включая Международную организацию по делам беженцев и Всемирную организацию здравоохранения.
Чжан Пэнчунь из Китайской Республики был заместителем председателя Комиссии ООН по правам человека, которая разработала Всеобщую декларацию прав человека. Элеонора Рузвельт, как инициатор Декларации, вспоминала в своих мемуарах:

Доктор Чжан был плюралистом и очаровательно излагал предположение о том, что существует более одного вида конечной реальности. Декларация, сказал он, должна отражать больше, чем просто западные идеи, и доктору Хамфри придется быть эклектичным в своём подходе... в какой-то момент доктор Чжан предположил, что Секретариат мог бы потратить несколько месяцев на изучение основ конфуцианства!
Оригинальный текст (англ.)Dr. Chang was a pluralist and held forth in charming fashion on the proposition that there is more than one kind of ultimate reality. The Declaration, he said, should reflect more than simply Western ideas and Dr. Humphrey would have to be eclectic in his approach ... at one point Dr. Chang suggested that the Secretariat might well spend a few months studying the fundamentals of Confucianism!
Элеонора Рузвельт
Всеобщая декларация прав человека была принята Генеральной Ассамблеей ООН в качестве резолюции 217 A(III) 10 декабря 1948 года в результате опыта Второй мировой войны. Китайская Республика была одним из 48 государств, проголосовавших за неё.
1 февраля 1951 года, после провала переговоров о прекращении огня, Генеральная Ассамблея Организации Объединённых Наций приняла резолюцию 498, в которой назвала вмешательство Китайской Народной Республики в Корее актом агрессии.
По состоянию на июнь 2012 года Китай направил 3362 военнослужащих в 13 миротворческих операций ООН в рамках своей первой отправки военных наблюдателей в миротворческие операции ООН после военной группы в Демократической Республике Конго. В 2013–2015 годах Китай занимал седьмое место среди государств-членов по предоставлению 3,93% миротворческих операций ООН. К 2019 году он стал десятым по величине спонсором, но предоставлял больше войск, полицейских и военных наблюдателей, чем любой другой постоянный член Совета Безопасности. По состоянию на 2022 год он предоставлял примерно 20% резервных миротворческих сил ООН, больше, чем все остальные члены Совета Безопасности вместе взятые.
Международный уголовный суд — это постоянный трибунал для судебного преследования лиц за геноцид, преступления против человечности, военные преступления и преступления агрессии. Суд имеет юрисдикцию, если ситуация передана в суд Советом Безопасности ООН. По состоянию на май 2013 года 122 государства ратифицировали или присоединились к Римскому статуту, учредившему Суд, но КНР не входит в их число. КНР, а также ее соседняя соперница Индия, критиковали суд, как и США, которые также не являются страной, подписавшей Статут.
С середины 2010-х годов Китай стремился к более руководящим ролям и политическому влиянию в органах ООН.:{{{1}}}  Китайские дипломаты занимали руководящие должности в Продовольственной и сельскохозяйственной организации, Интерполе, Международной организации гражданской авиации, Организации ООН по промышленному развитию и Департаменте ООН по экономическим и социальным вопросам.:{{{1}}}
Китай активно взаимодействует с Международным союзом электросвязи (МСЭ), агентством ООН, отвечающим за установление общих стандартов для телекоммуникационных технологий.:{{{1}}} Китай принимает активное участие в работе агентства, является его значительным донором,:{{{1}}} и китайские эксперты занимают руководящие должности в МСЭ.:{{{1}}} Китай стремится получить поддержку в МСЭ для китайского интернет-протокола.:{{{1}}}
Также были установлены институциональные связи между китайской инициативой «Один пояс, один путь» и многочисленными органами ООН.:{{{1}}} Генеральный секретарь ООН Антониу Гутерриш похвалил BRI за её способность продвигать цели ООН в области устойчивого развития.:{{{1}}}
В органах Организации Объединённых Наций Китай выступает за взгляд на концепцию всеобщих прав человека, который отличается от западного взгляда. По мнению Китая, акцент на политических правах и ценностях — это слишком узкий взгляд на права человека, и вместо этого следует сосредоточиться на экономических результатах, материальном благосостоянии людей и национальном суверенитете.
4 июля 2024 года Китай отклонил западные рекомендации по реформе прав человека на сессии Совета ООН по правам человека, но принял почти 70% предложений от союзников. Критики утверждают, что этот уровень принятия вводит в заблуждение из-за лоббистских усилий, в то время как США и Великобритания выразили разочарование, а Россия и Гамбия похвалили подход Китая.
В своей публикации 2024 года академик Сунь И утверждает, что Китай «играет все более динамичную роль в активизации» программы ООН по сотрудничеству в области нематериального культурного наследия.:{{{1}}}

### Тенденции голосования
Китай прилагает все усилия, чтобы заручиться поддержкой африканских стран в ООН.:{{{1}}} Это часто оказывалось успешным, и модель голосования африканских стран, которые поочередно входят в Совет Безопасности, и африканских членов Совета по правам человека, как правило, чаще совпадает с Китаем, чем с Соединёнными Штатами, Францией и Соединённым Королевством.:{{{1}}}
Голоса африканских стран и Китая на Генеральной Ассамблее также в целом совпали.:{{{1}}} В рамках взглядов Китая на сотрудничество юг-юг он часто стремится основывать свое голосование в ООН на позициях региональных группировок на глобальном Юге, таких как Лига арабских государств или Африканский союз.:{{{1}}} В тех случаях, когда между африканскими странами существуют разногласия, Китай обычно поощряет эти страны к достижению регионального консенсуса.:{{{1}}}
В Совете Безопасности ООН Китай, как правило, солидарен с другими постоянными членами. С 1991 по 2020 год его разногласия с Соединенными Штатами в основном возникали по вопросам, связанным с Ближним Востоком и странами Африки к югу от Сахары, причем эти разногласия со временем усиливались. Эти области растущих разногласий часто включают палестино-израильский конфликт и вопросы государственного суверенитета, как обсуждается ниже.
До своего вступления в ООН Китай относился к миротворческим миссиям ООН негативно, считая их попыткой ущемления суверенитета стран. После вступления в ООН оппозиция Китая таким миссиям была в основном устной, а не отражалась в его голосах; он предпочел не участвовать в принятии таких решений, а не активно использовать свои голоса против них.
Таким образом, до 2011 года Китай редко использовал свое право вето. Вместо этого он воздерживался при голосовании, чтобы избежать прямого неодобрения, не вступая в прямую конфронтацию со своими постоянными членами. Также до 2011 года Китай был всё более открыт для концепции ответственности по защите, особенно в отношении Судана и Дарфура.
Эти тенденции начали меняться после пробуждения арабского мира и вторжения НАТО в Ливию в 2011 году. Китай проголосовал за резолюцию Совета Безопасности ООН 1970 о передаче Муаммара Каддафи в Международный уголовный суд, но воздержался от резолюции Совета Безопасности ООН 1973, которая установила бесполётную зону и санкции против Ливии. Вскоре после голосования НАТО вторглось в Ливию, что привело к свержению Каддафи, его публичной казни и гражданской войне, которая продолжится до 2022 года. С тех пор Китай «приводит Ливию в пример того, как Соединённые Штаты и остальной Запад используют гуманитарные соображения для оправдания агрессии и смены режима силой». Таким образом, его взгляды на территориальный суверенитет ужесточились с 2011 года. Так, например, в период с 2010 по 2020 год Китай наложил вето на десять резолюций по Сирии и занимает более активную позицию в ООН по вопросам суверенитета.
С 1991 по 2020 год подавляющее большинство случаев воздержания Китая и все его вето имели место по вопросам, связанным с территориальной целостностью, в первую очередь санкциями и юрисдикцией Международного уголовного суда. В своём анализе поведения Китая при голосовании в Совете Безопасности профессор Дон К. Мерфи заключает: «Эти голоса напрямую соответствуют продвижению Китаем Пяти принципов, особенно принципов взаимного уважения территории и суверенитета и взаимного невмешательства во внутренние дела других государств».
Китай последовательно выступает против санкций,:{{{1}}}  хотя были и исключения. Например, в дополнение к ливийским санкциям, обсуждавшимся выше, Китай голосовал за санкции против Северной Кореи в 2006 году за ее ядерную программу. Китай также проголосовал «за» по семи голосованиям о санкциях против Ирана в связи с его развивающейся ядерной программой. Его нетипичные голосования в отношении Ирана, вероятно, можно объяснить желанием не вступать в конфронтацию с Соединенными Штатами по вопросу, который Соединенные Штаты считают жизненно важным национальным интересом.

## История

### Китайская Республика в ООН (1945–1971)
Китайская Республика (КР) была одним из членов-учредителей Организации Объединённых Наций и одним из пяти постоянных членов Совета Безопасности до 1971 года. Китайская Республика присоединилась к Организации Объединённых Наций в качестве одного из основателей 24 октября 1945 года.
«Большая четвёрка» победителей Второй мировой войны (националистический Китай, Советский Союз, Великобритания и Соединённые Штаты) были членами-основателями Организации Объединённых Наций, которые разработали Устав Организации Объединённых Наций в 1944 году, который был ратифицирован 26 июня 1945 года представителями 50 стран. Китай, в знак признания его давней борьбы с агрессией, был удостоен чести быть первым подписавшим Устав ООН. Президент Франклин Рузвельт признал военные усилия Китая во Второй мировой войне и заявил о своем желании позволить Китаю «играть надлежащую роль в поддержании мира и процветания» во всём мире. Таким образом, несмотря на противодействие других лидеров, особенно Уинстона Черчилля, Китай стал постоянным членом Совета Безопасности с момента его создания в 1945 году.
В 1949 году Коммунистическая партия Китая (КПК) одержала победу в гражданской войне в материковом Китае и основала Китайскую Народную Республику (КНР), заявив, что является единственным законным правительством Китая. Правительство Китайской Рреспублики отступило на остров Тайвань (который оно получило под свой контроль в 1945 году по окончании военных действий во Второй мировой войне), остров Цзиньмэнь и острова Мацзу. Китайская Республика юридически заявляла, что является единственным законным правительством Китая до 1988 года, а в 1950-х и 1960-х годах это заявление было принято Соединёнными Штатами и большинством их союзников. Хотя КНР была союзником Советского Союза, Соединённые Штаты стремились помешать коммунистическому блоку получить ещё одно постоянное место в Совете Безопасности. В знак протеста против исключения КНР советские представители бойкотировали ООН с января по август 1950 года. Постоянный представитель Советского Союза в ООН Яков Малик пригрозил, что Советы не будут считать себя связанными решениями ООН, принятыми в присутствии представителей Гоминьдана и правительства Китайской Республики. Бойкот СССР привёл к тому, что Советы не смогли наложить вето на резолюцию ООН, которая разрешала вмешательство военных сил ООН в Корею.

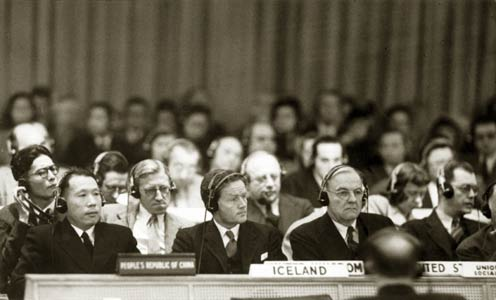
В ноябре 1950 года У Сюцюань (первый слева в первом ряду), представлявший Китайскую Народную Республику, выступил в Совете Безопасности ООН.

Китайская Республика подала жалобу в ООН на Советский Союз за нарушение Советско-китайского договора о дружбе и союзе и Устава ООН в 1949 году; в результате Генеральная Ассамблея ООН приняла резолюции 291 и 292, передав жалобу «Временному комитету Генеральной Ассамблеи для постоянного изучения и изучения». В 1952 году Генеральная Ассамблея ООН установила, что Советский Союз препятствовал Национальному правительству Китайской Республики восстановить китайскую власть в Маньчжурии после капитуляции Японии и оказал военную и экономическую помощь КПК, которая основала КНР в 1949 году, против Национального правительства Китайской Республики. Была принята резолюция 505, осуждающая Советский Союз, 25 стран поддержали, 9 стран выступили против, 24 страны воздержались и 2 страны не голосовали. Резолюция также подтвердила, что Китайская Республика является «Центральным правительством Китая».
Китайская Республика использовала своё право вето только один раз. Признание нарушения Советами своего договора о дружбе аннулировало признание ею независимости Монголии. Поэтому она наложила вето на её приём в Организацию Объединённых Наций 13 декабря 1955 года, заявив, что она — как Внешняя Монголия — является неотъемлемой частью Китая. Заявка Монголии была представлена в ООН 24 июня 1946 года, но была заблокирована западными странами в рамках затяжного спора времён холодной войны о приёме новых членов в ООН. Генеральная Ассамблея в резолюции 918 (X) от 8 декабря 1955 года рекомендовала Совету Безопасности положить конец этому спору путём приёма в одной резолюции списка из восемнадцати стран. 14 декабря 1955 года Совет Безопасности принял компромисс, предложенный Советским Союзом, и Генеральная Ассамблея Резолюцией 995 (X) приняла в ООН шестнадцать стран, исключив из списка Монголию и Японию. Это отложило приём Монголии до 1961 года, когда Советский Союз согласился снять вето на приём Мавритании в обмен на приём Монголии. Столкнувшись с давлением почти всех других африканских стран, Китайская Республика уступила под протестом. Монголия и Мавритания были приняты в ООН 27 октября 1961 года. В том же году Резолюция Генеральной Ассамблеи ООН 1668 сделала представительство Китая «важным вопросом», требующим для изменения большинства в две трети голосов.
Нобелевская премия мира 1954 года была присуждена Верховному комиссару ООН по делам беженцев (UNHCR; УВКБ ООН). Нобелевский фонд отметил, что УВКБ ООН, среди прочего, было поручено Генеральной Ассамблеей ООН (Резолюции 1167 и 1784) в 1957 и 1962 годах оказать помощь китайским беженцам в Гонконге, число которых оценивается более чем в один миллион. Помощь УВКБ ООН также оказывалась нуждающимся беженцам из числа китайских беженцев в Макао и тибетским беженцам в Индии и Непале. По состоянию на конец 2001 года в Индии находилось около 110 000 тибетских беженцев. УВКБ ООН оценивает, что до 1990 года в Непал прибыло 15 000 тибетцев, которые были признаны правительством в качестве беженцев.
Начиная с 1960-х годов, страны, дружественные КНР, во главе с Народной Республикой Албания под руководством Энвера Ходжи, ежегодно вносили резолюцию в Генеральную Ассамблею, чтобы выслать «представителей Чан Кайши» (неявная ссылка на Китайскую Республику) и разрешить КНР представлять Китай в ООН. Каждый год США удавалось собрать достаточно голосов, чтобы заблокировать эту резолюцию. Обе стороны отвергли компромиссные предложения, позволяющие обоим государствам участвовать в ООН, основанные на политике одного Китая.
29 сентября 1960 года премьер-министр Непала Б.П. Коирала предложил Генеральной Ассамблее ООН принять КНР в члены ООН:

По нашему мнению, Организация Объединённых Наций не сможет стать универсальной и не сможет отражать политические реалии, существующие в современном мире, пока Китайская Народная Республика не получит в ней своего законного места. Организация Объединённых Наций не сможет эффективно выполнять некоторые из своих важнейших целей и функций, пока в неё не войдет Китайская Народная Республика.
Оригинальный текст (англ.)In our opinion, the United Nations can neither become universal nor can it reflect the political realities existing in the world today until the People's Republic of China is given its rightful place in the organization. The United Nations will not be able to fulfill effectively some of its most important purposes and functions until the People's Republic of China is brought in.

Принятие новых независимых развивающихся стран в 1960-х годах постепенно превратило Генеральную Ассамблею из страны, в которой доминировал Запад, в страну, в которой доминировали страны, симпатизирующие КНР. Не только недавно созданные развивающиеся страны, но и большинство западных стран в конечном итоге решили признать КНР. В 1950-х и 1960-х годах Великобритания, Швейцария, Швеция и Франция переместили свое признание Китая с Китайской Республики на Китайскую Народную Республику. В начале 1970-х годов Канада, Турция и другие западные страны установили дипломатические отношения с КНР и разорвали дипломатические отношения с Китайской Республикой
На заседании Совета Безопасности 9 февраля 1971 года Сомали выступила против полномочий представителя Китайской Республики как представителя, занимающего место Китая в Организации Объединённых Наций, а Китайская Республика и Соединённые Штаты ответили, что вопрос о представительстве Китая не должен рассматриваться в Совете Безопасности.
15 июля 1971 года 17 членов ООН обратились с просьбой о включении вопроса «Восстановление законных прав Китайской Народной Республики в Организации Объединённых Наций» в предварительную повестку дня двадцать шестой сессии Генеральной Ассамблеи ООН, заявив, что КНР, «член-основатель Организации Объединённых Наций и постоянный член Совета Безопасности, с 1949 года систематическим маневром отказывается в праве занимать место, на которое она имеет право ipso jure». 25 сентября 1971 года 23 государства, включая 17 государств, присоединившихся к включению вопроса в повестку дня, представили проект резолюции A/L.630 и Add.1 и 2, в котором просили «восстановить Китайскую Народную Республику во всех её правах и немедленно выслать представителей Чан Кайши». 29 сентября 1971 года был предложен ещё один проект резолюции A/L.632 и Add.l и 2, поддержанный 22 членами, в котором заявлялось, что любое предложение о лишении Китайской Республики представительства является важным вопросом в соответствии со статьей 18 Устава ООН и, таким образом, для одобрения потребуется квалифицированное большинство в две трети голосов. A/L.632 и Add.l и 2 были отклонены 25 октября 1971 года 59 голосами против 55 при 15 воздержавшихся.
Саудовская Аравия внесла предложение, позволяющее Китайской Республике сохранить свое место в ООН и связанных с ней организациях «до тех пор, пока народ острова Тайвань не получит возможность путём референдума или плебисцита» под эгидой ООН выбрать один из трёх вариантов: сохранение независимости в качестве суверенного государства с нейтральным статусом, определённым договором, зарегистрированным ООН; конфедерация с КНР; или федерация с КНР, но это предложение не было поддержано Соединёнными Штатами.
Стремясь оказать большее дипломатическое давление на Советский Союз, президент США Ричард Никсон отправил своего советника по национальной безопасности Генри Киссинджера в Китайскую Народную Республику в июле и октябре 1971 года (первый из которых был совершён тайно через Пакистан) для переговоров с премьером Чжоу Эньлаем, тогда отвечавшим за внешнюю политику Китая. Его поездки проложили путь к новаторскому саммиту 1972 года между Никсоном, Чжоу и председателем КПК Мао Цзэдуном, а также к формализации отношений между двумя странами, положившей конец 23 годам дипломатической изоляции и взаимной враждебности в пользу негласного стратегического антисоветского союза между Китаем и Соединёнными Штатами.
25 октября 1971 года Соединённые Штаты предложили провести отдельное голосование по положениям резолюции «немедленно изгнать представителей Чан Кайши с места, которое они незаконно заняли в Организации Объединённых Наций и во всех связанных с ней организациях» в проекте резолюции. Этим Соединённые Штаты предлагали, чтобы, хотя полномочия представителей КНР будут приняты и КНР будет сидеть в качестве представителя Китая с местом в Совете Безопасности, Китайская Республика будет продолжать пользоваться представительством в Генеральной Ассамблее. Предложение было юридически несостоятельным. Будучи государством-основателем, Китайская Республика была членом ООН; присутствие её представителей в ООН всегда основывалось на её притязаниях представлять Китай. Предложение было отклонено 61 голосом против 51 при 16 воздержавшихся. Представитель Китайской Республики сделал заявление о том, что отклонение проекта резолюции 22 стран, требующего большинства в две трети голосов, является вопиющим нарушением Устава ООН, который регулирует исключение государств-членов, и что делегация Китайской Республики решила не принимать участия в дальнейших заседаниях Генеральной Ассамблеи. При поддержке 26 африканских государств-членов ООН и в соответствии со статьей 18 Устава ООН Ассамблея затем приняла Резолюцию 2758, при этом 76 стран поддержали, 35 стран выступили против, 17 стран воздержались и 3 страны не голосовали, отозвав признание представителей Чан Кайши в качестве законных представителей Китая и признав правительство КНР единственным законным представителем Китая в ООН. На заседании Совета Безопасности 23 ноября 1971 года, после того как Генеральная Ассамблея приняла резолюцию 2758, Председатель Совета и другие представители выступили с заявлениями, приветствуя представителей Китайской Народной Республики. Китайская Республика потеряла не только свое место в Совете Безопасности, но и любое представительство в ООН.
| Протоколы голосования по резолюциям Генеральной Ассамблеи ООН 505 и 2758. | Протоколы голосования по резолюциям Генеральной Ассамблеи ООН 505 и 2758. | Протоколы голосования по резолюциям Генеральной Ассамблеи ООН 505 и 2758. |
| Государство-член                                                          | Резолюция 505                                                             | Резолюция 2758                                                            |
| ------------------------------------------------------------------------- | ------------------------------------------------------------------------- | ------------------------------------------------------------------------- |
| Афганистан                                                                | Воздержались                                                              | За                                                                        |
| Албания                                                                   | не государство-член ООН                                                   | За                                                                        |
| Алжир                                                                     | не государство-член ООН                                                   | За                                                                        |
| Аргентина                                                                 | Воздержались                                                              | Воздержались                                                              |
| Австралия                                                                 | Воздержались                                                              | Против                                                                    |
| Австрия                                                                   | не государство-член ООН                                                   | За                                                                        |
| Бахрейн                                                                   | не государство-член ООН                                                   | Воздержались                                                              |
| Барбадос                                                                  | не государство-член ООН                                                   | Воздержались                                                              |
| Бельгия                                                                   | Воздержались                                                              | За                                                                        |
| Бутан                                                                     | не государство-член ООН                                                   | За                                                                        |
| Боливия                                                                   | За                                                                        | Против                                                                    |
| Ботсвана                                                                  | не государство-член ООН                                                   | За                                                                        |
| Бразилия                                                                  | За                                                                        | Против                                                                    |
| Болгария                                                                  | не государство-член ООН                                                   | За                                                                        |
| Бирма                                                                     | Против                                                                    | За                                                                        |
| Бурунди                                                                   | не государство-член ООН                                                   | За                                                                        |
| Белорусская ССР                                                           | Против                                                                    | За                                                                        |
| Камерун                                                                   | не государство-член ООН                                                   | За                                                                        |
| Канада                                                                    | Воздержались                                                              | За                                                                        |
| ЦАР                                                                       | не государство-член ООН                                                   | No                                                                        |
| Цейлон                                                                    | не государство-член ООН                                                   | За                                                                        |
| Чад                                                                       | не государство-член ООН                                                   | No                                                                        |
| Чили                                                                      | За                                                                        | За                                                                        |
| Китайская Республика                                                      | За                                                                        | Не голосовали                                                             |
| Колумбия                                                                  | За                                                                        | Воздержались                                                              |
| ДРК                                                                       | не государство-член ООН                                                   | За                                                                        |
| Республика Конго                                                          | не государство-член ООН                                                   | No                                                                        |
| Коста-Рика                                                                | За                                                                        | Против                                                                    |
| Куба                                                                      | За                                                                        | За                                                                        |
| Кипр                                                                      | не государство-член ООН                                                   | Воздержались                                                              |
| Чехословакия                                                              | Против                                                                    | За                                                                        |
| Дагомея (ныне Бенин)                                                      | не государство-член ООН                                                   | Против                                                                    |
| Дания                                                                     | Воздержались                                                              | За                                                                        |
| Доминиканская Республика                                                  | За                                                                        | Против                                                                    |
| Эквадор                                                                   | За                                                                        | За                                                                        |
| Египет                                                                    | Воздержались                                                              | За                                                                        |
| Сальвадор                                                                 | Не голосовали                                                             | Против                                                                    |
| Экваториальная Гвинея                                                     | не государство-член ООН                                                   | За                                                                        |
| Эфиопия                                                                   | Воздержались                                                              | За                                                                        |
| Фиджи                                                                     | не государство-член ООН                                                   | Воздержались                                                              |
| Финляндия                                                                 | не государство-член ООН                                                   | За                                                                        |
| Франция                                                                   | Воздержались                                                              | За                                                                        |
| Габон                                                                     | не государство-член ООН                                                   | Против                                                                    |
| Гамбия                                                                    | не государство-член ООН                                                   | Против                                                                    |
| Гана                                                                      | не государство-член ООН                                                   | За                                                                        |
| Греция                                                                    | За                                                                        | Воздержались                                                              |
| Гватемала                                                                 | Воздержались                                                              | Против                                                                    |
| Гвинея                                                                    | не государство-член ООН                                                   | За                                                                        |
| Гайана                                                                    | не государство-член ООН                                                   | За                                                                        |
| Гаити                                                                     | За                                                                        | Против                                                                    |
| Гондурас                                                                  | За                                                                        | Против                                                                    |
| Венгрия                                                                   | не государство-член ООН                                                   | За                                                                        |
| Исландия                                                                  | Воздержались                                                              | За                                                                        |
| Индия                                                                     | Против                                                                    | За                                                                        |
| Индонезия                                                                 | Против                                                                    | Воздержались                                                              |
| Иран}                                                                     | Воздержались                                                              | За                                                                        |
| Ирак                                                                      | За                                                                        | За                                                                        |
| Ирландия                                                                  | не государство-член ООН                                                   | За                                                                        |
| Израиль                                                                   | Против                                                                    | За                                                                        |
| Италия                                                                    | не государство-член ООН                                                   | За                                                                        |
| Кот-д’Ивуар                                                               | не государство-член ООН                                                   | Против                                                                    |
| Ямайка                                                                    | не государство-член ООН                                                   | Воздержались                                                              |
| Япония                                                                    | не государство-член ООН                                                   | Против                                                                    |
| Иордания                                                                  | не государство-член ООН                                                   | Воздержались                                                              |
| Кения                                                                     | не государство-член ООН                                                   | За                                                                        |
| Камбоджа                                                                  | не государство-член ООН                                                   | Против                                                                    |
| Кувейт                                                                    | не государство-член ООН                                                   | За                                                                        |
| Лаос                                                                      | не государство-член ООН                                                   | За                                                                        |
| Ливан                                                                     | За                                                                        | Воздержались                                                              |
| Лесото                                                                    | не государство-член ООН                                                   | No                                                                        |
| Либерия                                                                   | За                                                                        | Против                                                                    |
| Ливия                                                                     | не государство-член ООН                                                   | За                                                                        |
| Люксембург                                                                | Воздержались                                                              | Воздержались                                                              |
| Мадагаскар                                                                | не государство-член ООН                                                   | Против                                                                    |
| Малави                                                                    | не государство-член ООН                                                   | Против                                                                    |
| Малайзия                                                                  | не государство-член ООН                                                   | За                                                                        |
| Мальдивы                                                                  | не государство-член ООН                                                   | Не голосовали                                                             |
| Мали                                                                      | не государство-член ООН                                                   | За                                                                        |
| Мальта                                                                    | не государство-член ООН                                                   | Против                                                                    |
| Мавритания                                                                | не государство-член ООН                                                   | За                                                                        |
| Маврикий                                                                  | не государство-член ООН                                                   | Воздержались                                                              |
| Мексика                                                                   | Воздержались                                                              | За                                                                        |
| Монголия                                                                  | не государство-член ООН                                                   | За                                                                        |
| Марокко                                                                   | не государство-член ООН                                                   | За                                                                        |
| Непал                                                                     | не государство-член ООН                                                   | За                                                                        |
| Нидерланды                                                                | Воздержались                                                              | За                                                                        |
| Новая Зеландия                                                            | Воздержались                                                              | Против                                                                    |
| Никарагуа                                                                 | За                                                                        | Против                                                                    |
| Нигер                                                                     | не государство-член ООН                                                   | Против                                                                    |
| Нигерия                                                                   | не государство-член ООН                                                   | За                                                                        |
| Норвегия}                                                                 | Воздержались                                                              | За                                                                        |
| Оман                                                                      | не государство-член ООН                                                   | Не голосовали                                                             |
| Пакистан                                                                  | Воздержались                                                              | За                                                                        |
| Панама                                                                    | За                                                                        | Воздержались                                                              |
| Парагвай                                                                  | За                                                                        | Против                                                                    |
| Перу                                                                      | За                                                                        | За                                                                        |
| Филиппины                                                                 | За                                                                        | Против                                                                    |
| Польша                                                                    | Против                                                                    | За                                                                        |
| Португалия                                                                | не государство-член ООН                                                   | За                                                                        |
| Катар                                                                     | не государство-член ООН                                                   | Воздержались                                                              |
| Румыния                                                                   | не государство-член ООН                                                   | За                                                                        |
| Руанда                                                                    | не государство-член ООН                                                   | За                                                                        |
| Саудовская Аравия                                                         | Воздержались                                                              | Против                                                                    |
| Сенегал                                                                   | не государство-член ООН                                                   | За                                                                        |
| Сьерра-Леоне                                                              | не государство-член ООН                                                   | За                                                                        |
| Сингапур                                                                  | не государство-член ООН                                                   | За                                                                        |
| Сомали                                                                    | не государство-член ООН                                                   | За                                                                        |
| ЮАР                                                                       | Не голосовали                                                             | Против                                                                    |
| СССР                                                                      | Против                                                                    | За                                                                        |
| Испания                                                                   | не государство-член ООН                                                   | Воздержались                                                              |
| Судан                                                                     | не государство-член ООН                                                   | За                                                                        |
| Свазиленд                                                                 | не государство-член ООН                                                   | Против                                                                    |
| Швеция                                                                    | Воздержались                                                              | За                                                                        |
| Сирия                                                                     | Воздержались                                                              | За                                                                        |
| Таиланд                                                                   | За                                                                        | Воздержались                                                              |
| Того                                                                      | не государство-член ООН                                                   | За                                                                        |
| Тринидад и Тобаго                                                         | не государство-член ООН                                                   | За                                                                        |
| Тунис                                                                     | не государство-член ООН                                                   | За                                                                        |
| Турция                                                                    | За                                                                        | За                                                                        |
| Уганда                                                                    | не государство-член ООН                                                   | За                                                                        |
| Украинская ССР                                                            | Против                                                                    | За                                                                        |
| Великобритания                                                            | Воздержались                                                              | За                                                                        |
| Танзания                                                                  | не государство-член ООН                                                   | За                                                                        |
| США                                                                       | За                                                                        | Против                                                                    |
| Верхняя Вольта                                                            | не государство-член ООН                                                   | No                                                                        |
| Уругвай                                                                   | За                                                                        | Против                                                                    |
| Венесуэла                                                                 | За                                                                        | Против                                                                    |
| Северный Йемен                                                            | Воздержались                                                              | За                                                                        |
| Южный Йемен                                                               | не государство-член ООН                                                   | За                                                                        |
| Югославия                                                                 | Воздержались                                                              | За                                                                        |
| Замбия                                                                    | не государство-член ООН                                                   | За                                                                        |

### Попытки повторного вступления Китайской Республики в ООН
После принятия резолюции 2758 Китайская Республика больше не была представлена Постоянным представителем в ООН. Генеральный секретарь ООН У Тан направил правительству КНР послание с просьбой в ближайшее время направить делегацию в Совет Безопасности. Помимо потери своего места в ООН, Генеральный секретарь ООН сделал из резолюции вывод, что Генеральная Ассамблея считает Тайвань провинцией Китая, и, таким образом, она не позволяет КР становиться участником договоров, депозитарием которых она является.
В 1993 году Китайская Республика начала кампанию за возвращение в ООН отдельно от Китайской Народной Республики. Рассматривалось несколько вариантов, включая поиск членства в специализированных агентствах, подачу заявки на статус наблюдателя, подачу заявки на полноправное членство или отмену резолюции 2758, чтобы вернуть себе место Китая в ООН.
Попытки Тайваня не увенчались успехом, поскольку Генеральный комитет Генеральной Ассамблеи отказался вносить этот вопрос в повестку дня Ассамблеи для обсуждения из-за решительного противодействия со стороны КНР.
Хотя все эти предложения были расплывчатыми, требуя, чтобы Китайской Республике разрешили участвовать в деятельности ООН без указания какого-либо правового механизма, в 2007 году президент Чэнь Шуйбянь подал официальную заявку под названием «Тайвань» на полноправное членство в ООН. 15 сентября 2007 года более 3000 тайваньских американцев и их сторонников собрались перед зданием ООН в Нью-Йорке, и более 300 000 тайваньцев собрались на митинг на Тайване, всё в поддержку вступления Китайской Республики в ООН. Китайская Республика также получила поддержку многих членов Европейского парламента по этому вопросу. Однако заявка была отклонена Управлением по правовым вопросам Организации Объединённых Наций со ссылкой на Резолюцию Генеральной Ассамблеи 2758, не будучи переданной в Совет Безопасности. Генеральный секретарь ООН Пан Ги Мун заявил, что:

Позиция Организации Объединённых Наций заключается в том, что Китайская Народная Республика представляет весь Китай как единственное и законное представительное правительство Китая. Решение, принятое до сих пор относительно желания народа Тайваня присоединиться к Организации Объединённых Наций, принималось на этой основе. В резолюции (резолюция Генеральной Ассамблеи 2758), которую вы только что упомянули, четко указано, что правительство Китая является единственным и законным правительством, а позиция Организации Объединённых Наций заключается в том, что Тайвань является частью Китая.
Оригинальный текст (англ.)The position of the United Nations is that the People's Republic of China is representing the whole of China as the sole and legitimate representative Government of China. The decision until now about the wish of the people in Taiwan to join the United Nations has been decided on that basis. The resolution (General Assembly Resolution 2758) that you just mentioned is clearly mentioning that the Government of China is the sole and legitimate Government and the position of the United Nations is that Taiwan is part of China.

В ответ на отклонение ООН его заявки правительство Китайской Республики заявило, что Тайвань сейчас и никогда не находился под юрисдикцией КНР, и что, поскольку резолюция Генеральной Ассамблеи 2758 не прояснила вопрос о представительстве Тайваня в ООН, она не препятствует участию Тайваня в ООН в качестве независимого суверенного государства. Китайская Республика утверждала, что резолюция 2758 просто передала место в ООН от Китайской Республики — Китайской Народной Республике, но не затронула вопрос о представительстве Тайваня в ООН. Правительство Китайской Республики также критиковало Пан Ги Муна за утверждение, что Тайвань является частью Китая, и за возврат заявки без передачи её в Совет Безопасности или Генеральную Ассамблею, что противоречит стандартной процедуре ООН (Временные правила процедуры Совета Безопасности, Глава X, Правило 59). Китайская Республика подчеркнула, что Организация Объединённых Наций никогда не занимала официальной позиции в отношении суверенитета Тайваня. С другой стороны, правительство КНР, заявившее, что Тайвань является частью Китая, и решительно выступающее против заявки любого тайваньского правительства на вступление в ООН в качестве члена или наблюдателя, похвалило решение ООН за то, что «было принято в соответствии с Уставом ООН и резолюцией 2758 Генеральной Ассамблеи ООН и продемонстрировало всеобщую приверженность ООН и её государств-членов принципу одного Китая». Группа государств-членов ООН выдвинула проект резолюции для Генеральной Ассамблеи ООН осенью того же года, призывая Совет Безопасности рассмотреть эту заявку.
Пан Ги Мун также подвергся критике за это заявление со стороны Соединённых Штатов по неофициальным каналам. Есть неподтверждённые сообщения о том, что комментарии Пана побудили США пересмотреть свою позицию относительно статуса Тайваня. Статья Heritage Foundation предполагает, что США могли представить демарш, заявив, среди прочего, следующее:

Если Секретариат ООН будет настаивать на описании Тайваня как части КНР или на использовании для Тайваня номенклатуры, подразумевающей такой статус, Соединённые Штаты будут обязаны отмежеваться на национальной основе от такой позиции».
Оригинальный текст (англ.)If the UN Secretariat insists on describing Taiwan as a part of the PRC, or on using nomenclature for Taiwan that implies such status, the United States will be obliged to disassociate itself on a national basis from such position."

The Wall Street Journal раскритиковал Пан Ги Муна за то, что он отклонил заявку Китайской Республики от июля 2007 года, и посчитал интерпретацию Пан Ги Муном резолюции 2758 (что Тайвань является частью Китая) ошибочной. Тем не менее, заявление Генерального секретаря Пан Ги Муна отразило давнюю традицию ООН отрицать представительство Китайской Республики и отражено в других документах, принятых Организацией Объединённых Наций. Например, в справочнике ООН «Заключительных положениях многосторонних договоров»  ("Final Clauses of Multilateral Treaties, Handbook") 2003 года (издании, предшествовавшем его пребыванию в должности) говорится:

относительно провинции Китая – Тайвань Генеральный секретарь следует указаниям Генеральной Ассамблеи, изложенным в резолюции Генеральной Ассамблеи 2758 (XXVI) от 25 октября 1971 года о восстановлении законных прав Китайской Народной Республики в Организации Объединённых Наций. Генеральная Ассамблея постановила признать представителей правительства Китайской Народной Республики единственными законными представителями Китая в Организации Объединённых Наций. Следовательно, документы, полученные от провинции Китая Тайвань, не будут приниматься Генеральным секретарем в его качестве депозитария.
Оригинальный текст (англ.)[r]egarding the Taiwan Province of China, the Secretary-General follows the General Assembly's guidance incorporated in resolution 2758 (XXVI)of the General Assembly of 25 October 1971 on the restoration of the lawful rights of the People's Republic of China in the United Nations. The General Assembly decided to recognize the representatives of the Government of the People's Republic of China as the only legitimate representatives of China to the United Nations. Hence, instruments received from the Taiwan Province of China will not be accepted by the Secretary-General in his capacity as depositary.

В 2008 году два референдума Китайской Республики о присоединении к ООН провалились из-за низкой явки избирателей. Осенью того же года Китайская Республика приняла новый подход, представив своим союзникам резолюцию с просьбой разрешить «Китайской Республике (Тайвань)» иметь «значимое участие» в специализированных учреждениях ООН. Опять же, этот вопрос не был включён в повестку дня Ассамблеи, когда подкомитет ООН постановил, что не позволит Генеральной Ассамблее рассмотреть заявку Китайской Республики на присоединение к деятельности ООН. Вскоре после этого Соединённые Штаты и национальные правительства Европейского Союза выразили свою поддержку «Тайваню» (ни одно из них не признает Китайскую Республику) в том, чтобы иметь «значимое участие» в специализированных учреждениях ООН, таких как Всемирная организация здравоохранения. В мае 2009 года Департамент здравоохранения Китайской Республики был приглашён Всемирной организацией здравоохранения для участия в 62-й Всемирной ассамблее здравоохранения в качестве наблюдателя под названием «Китайский Тайбэй». Это было первое участие Китайской Республики в мероприятии, организованном агентством, связанным с ООН, с 1971 года, в результате улучшения отношений между двумя сторонами пролива с тех пор, как Ма Инцзю стал президентом Китайской Республики годом ранее.
В 2009 году Китайская Республика впервые с начала кампании в 1993 году решила не выносить вопрос о своем участии в ООН на обсуждение Генеральной Ассамблеи.
В докладе Конгресса США за 2013 год двухпартийная политика США «Единого Китая» описывается следующим образом:

У США есть своя политика «одного Китая» (противоположная принципу «одного Китая» КНР) и позиция по статусу Тайваня. Не признавая претензии КНР на Тайвань и сам Тайвань как суверенное государство, политика США считала статус Тайваня неурегулированным.
Оригинальный текст (англ.)The United States has its own "one China" policy (vs. the PRC's "one China" principle) and position on Taiwan's status. Not recognizing the PRC's claim over Taiwan nor Taiwan as a sovereign state, United States policy has considered Taiwan's status as unsettled.

С тех пор, как Цай Инвэнь вступила в должность в 2016 году, растёт число возобновлённых попыток присоединиться к Организации Объединённых Наций в её собственном праве под названием «Тайвань», но это было предотвращено КНР. Государственный секретарь США Энтони Блинкен поддержал участие Тайваня в ООН в 2021 году, 50-я годовщина членства Китайской Республики была заменена на членство КНР в Организации Объединённых Наций. Аналогичные попытки присоединиться к Всемирной организации здравоохранения в 2023 году были отклонены.

### Китайская Народная Республика в ООН (с 1971 года)

Ситуация с голосованием в Генеральной Ассамблее ООН по резолюции 2758 (1971).

Китайская Народная Республика (КНР), обычно называемая сегодня Китаем, была принята в ООН в 1971 году на 21-м голосовании по её заявлению. КНР была принята в ООН 76 голосами «за», 35 «против» и 17 воздержавшихся. В письме в Организацию Объединённых Наций от 29 сентября 1972 года КНР утверждала, что она не обязана соблюдать многосторонние договоры, которые могли быть ратифицированы Китайской Республикой во время правления Чан Кайши, включая Международный пакт о гражданских и политических правах (МПГПП) и Международный пакт об экономических, социальных и культурных правах (МПЭСКП), принятые Генеральной Ассамблеей ООН в 1966 году, хотя КНР в 1971 году подтвердила принятие Всеобщей декларации прав человека 1948 года (ВДПЧ) просто в силу того, что стала членом ООН.
В 1960-х и начале 1970-х годов близкий союзник США Пакистан, особенно под председательством Аюба Хана, осуществлял дипломатию посланников для вступления КНР в ООН посредством дипломатии США в Китайской Народной Республике во время китайско-советского раскола. Это включало тайные визиты официальных лиц США в КНР. В 1971 году Генри Киссинджер совершил тайный визит в КНР через Пакистан.
В 1974 году Китай объявил о своей теории трёх миров в ООН.:{{{1}}}
С начала 1980-х годов, и особенно с 1989 года, посредством строгого мониторинга и поддержания стандартов, организации ООН по правам человека призывали Китай отойти от своего требования принципа невмешательства, принять участие в резолюциях, критикующих условия прав человека в других странах, и признать применимость к себе норм прав человека и процедур ООН. Несмотря на то, что Китай продолжал подавлять политических диссидентов у себя дома и порой, по-видимому, решительно не поддавался внешнему давлению с целью проведения реформ, Энн Кент утверждает, что он постепенно начал внедрять некоторые международные стандарты прав человека. В вопросах прав человека КНР становилась все более влиятельной, торгуясь своим устойчивым макроэкономическим ростом ради внутреннего социального равенства. В 1995 году они получили 43 процента голосов в Генеральной Ассамблее; к 2006 году они получили 82 процента.
До 1980-х годов Китай скептически относился к резолюциям Совета Безопасности ООН по вопросам мира и безопасности, рассматривая их как механизм вмешательства великих держав в дела других стран.:{{{1}}} Начиная с 1982 года Китай начал вносить финансовый вклад в миротворческие операции, а в 1990 году впервые направил миротворцев.:{{{1}}}
Когда в 1995 году обсуждалось расширение Совета Безопасности, Китай призвал африканские государства потребовать себе места в качестве ответного шага на амбиции Японии и тем самым свел на нет японскую инициативу.
В 2016 году Китай провел свой первый совместный учебный курс с Департаментом по поддержанию мира ООН.:{{{1}}}
В 2019 году Управление ООН по правам человека было обвинено в передаче с 2013 года списков имен активистов-правозащитников, включавших тибетских и уйгурских диссидентов, некоторые из которых были гражданами и резидентами США. Первоначально Управление Верховного комиссара ООН по правам человека отрицало обвинение, но затем подтвердило обмен именами, но опровергло, что это привело к пагубным последствиям для правозащитников. Это обсуждалось на сессии парламента Нидерландов в Генеральных штатах. В 2021 году Китай назвал оценку доклада Управления ООН по правам человека по Синьцзяну относительно нарушений прав человека в отношении уйгуров «недействительной и незаконной».

## Комментарии
1. ↑   В 1950 году были приобретены Тибет и остров Хайнань.